# أكتون فال (كيبك)
أكتون فال (بالإنجليزية: Acton Vale, Quebec)‏ هي بلدية محلية في كيبيك تقع في كندا في أكتون فال ‏. يقدر عدد سكانها بـ 7,664 نسمة ومساحتها 91.20 كم2 .

## أعلام
- قاي غوثير
- كيفن أسيلين